# Queen Latifah
Dana Elaine Owens (Newark, 18. ožujka 1970.), poznatija po umjetničkom imenu Queen Latifah, američka je reperica, pjevačica i glumica.
Dobila je razna priznanja, uključujući Grammy nagradu, Primetime Emmy nagradu, Zlatni globus, tri nagrade Screen Actors Guild i dvije NAACP Image nagrade, uz nominaciju za Oscara. Godine 2006. postala je prva hip-hop umjetnica koja je dobila zvijezdu na Hollywoodskoj stazi slavnih.
S 19 godina, Latifah je objavila svoj debitantski album "All Hail the Queen" (1989), na kojem se nalazi hit singl "Ladies First". Njen drugi album "Nature of a Sista'" (1991) producirao je Tommy Boy Records. Njen treći album, "Black Reign" (1993), postao je prvi album solo ženskog repera koji je dobio zlatnu certifikaciju od Recording Industry Association of America (RIAA), i iznjedrio singl "U.N.I.T.Y.", koji je imao utjecaj podizanja svijesti o nasilju nad ženama i objektivizaciji crne ženske seksualnosti. Pjesma je dospjela među prvih 40 na Billboard Hot 100 i osvojila je Grammy nagradu. Njen četvrti album "Order in the Court" (1998) izdan je s Motown Records. Od tada je izdala albume "The Dana Owens Album" (2004), "Trav'lin' Light" (2007) i "Persona" (2009).
Latifah je glumila kao Khadijah James u Fox-ovoj sitcomu "Living Single" od 1993. do 1998. godine; također je dobila vodeću ulogu u akcijskom filmu "Set It Off" (1996). Kreirala je dnevni talk show "The Queen Latifah Show", koji je emitiran od 1999. do 2001., te ponovno od 2013. do 2015. godine, u sindikaciji. Njeno tumačenje Matron "Mama" Morton u filmskom mjuziklu "Chicago" (2002) donijelo joj je nominaciju za Oscara za najbolju sporednu glumicu. Također je glumila ili suigrala u filmovima "Bringing Down the House" (2003), "Taxi" (2004), "Barbershop 2: Back in Business" (2005), "Beauty Shop" (2005), "Last Holiday" (2006), "Hairspray" (2007), "Joyful Noise" (2012), "22 Jump Street" (2014) i "Girls Trip" (2017); također je posudila glasove u serijalu filmova "Ice Age".
Latifah je dobila pohvale kritike za svoju interpretaciju blues pjevačice Bessie Smith u HBO filmu "Bessie" (2015), koji je i su-producirala, osvojivši Primetime Emmy nagradu za izvanredni televizijski film. Od 2016. do 2019. glumila je kao Carlotta Brown u mjuziklu drama seriji "Star". Godine 2020. utjelovila je Hattie McDaniel u miniseriji "Hollywood". Od 2021. godine ima glavnu ulogu u obnovljenoj akcijskoj dramskoj seriji "The Equalizer" na CBS-u.

## Glazbena karijera

### 1988. – 1989.: Početci karijere
Počela je bitboksati za hip-hop grupu Ladies Fresh i bila je originalna članica Flavor Unita, koji je tada bio skupina MC-ova okupljenih oko producenta DJ King Geminija, koji je napravio demo snimku Queen Latifah-ine rap pjesme "Princess of the Posse". Snimku je dao Fabu 5 Freddyju, voditelju emisije Yo! MTV Raps. Pjesma je privukla pažnju zaposlenika Tommy Boy Music, Danta Rossa, koji je potpisao Latifah i 1989. godine izdao njen prvi singl "Wrath of My Madness". Kasniji umjetnici, poput Ice Cubea i Lil' Kima, koristili su uzorak Latifah-ine pjesme u svojim pjesmama, "Wrath of Kim's Madness" i "You Can't Play With My Yo-Yo" u kasnijim godinama. Latifah ima vokalni raspon od dva oktava. Smatra se kontraltom, sposobna je i repati i pjevati.

### 1989. – 2002.: Rap i hip-hop
Latifah se istaknula u hip-hopu rapirajući o problemima koji okružuju crnu ženu. Njene pjesme obuhvatile su teme poput obiteljskog nasilja, uznemiravanja na ulicama i problema u odnosima. Freddy je pomogao Latifah potpisati ugovor s Tommy Boy Recordsom, koji je 1989. godine, kad je imala devetnaest godina, izdao Latifah-ino prvi album "All Hail the Queen". Te godine pojavila se kao suci na albumu 1989 – The Hustlers Convention (live) britanske izdavačke kuće Music of Life. Godine 1992. dobila je Candace Award od Nacionalne koalicije crnih žena. Singl "Ladies First" s Monie Love postao je prva suradnička pjesma dviju ženskih reperica koje nisu bile u grupi.[22] Godine 1993. izdala je album "Black Reign", koji je certificiran Zlatnim u Sjedinjenim Državama i producirao pjesmu koja je osvojila Grammy nagradu, "U.N.I.T.Y." Godine 1998., su-producentica Ro Smith, sada izvršna direktorica Def Ro Inc., izdala je svoj četvrti hip-hop album "Order in the Court", koji je izdan za Motown Records. Latifah je također bila članica hip-hop kolektiva Native Tongues.
Latifah je nastupila na poluvremenu Super Bowla XXXII, postavši prva reperica koja je to učinila.

### 2003. – 2009.: Prelazak na tradicionalno pjevanje
Queen Latifah vodi LEAGUE National Awards and Recognition Luncheon 2008 Nakon albuma "Order in the Court", Latifah se pretežno okrenula pjevanju soul glazbe i jazz standarda, koje je prethodno rijetko koristila u svojim hip-hop orijentiranim albumima. Godine 2004. izdala je soul/jazz standard album "The Dana Owens Album". 11. srpnja 2007., Latifah je pjevala na poznatom Hollywood Bowlu u Los Angelesu kao glavna izvođačica u live jazz koncertu. Pred publikom od više od 12.400 ljudi, pratila ju je desetočlana live orkestra i tri prateća vokala, što je bilo predstavljeno kao Queen Latifah Orchestra. Latifah je izvodila nove aranžmane standarda, uključujući "California Dreaming", koji su prvi put popularizirali ikone 1960-ih, The Mamas & the Papas. Kasnije u 2007. godini, Latifah je izdala album pod nazivom "Trav'lin' Light". Jill Scott, Erykah Badu, Joe Sample, George Duke, Christian McBride i Stevie Wonder su gostovali. Album je bio nominiran za Grammy u kategoriji "Najbolji tradicionalni vokalni pop album".
Godine 2009., Latifah je, zajedno s zborom NJPAC Jubilation Choir, snimila naslovnu pjesmu na albumu "Oh, Happy Day: An All-Star Music Celebration", obradivši pjesmu koju su Edwin Hawkins Singersi popularizirali 1969. godine.

## Film i televizija

### 1991. – 2001.: Rane godine karijere
Svoju filmsku karijeru započela je kao sporedna glumica u filmovima "House Party 2", "Juice" i "Jungle Fever" iz 1991. i 1992. Također je gostovala u dvije epizode tijekom druge sezone (1991. – 1992.) popularne NBC serije "The Fresh Prince of Bel-Air" i imala gostujuću ulogu kao sama sebe u TV sitcomu "Hangin' with Mr. Cooper" 1993. Od 1993. do 1998., Latifah je imala glavnu ulogu u seriji "Living Single", FOX sitcomu, koji je imao visoke ocjene među crnom publikom; također je napisala i izvela njenu tematsku pjesmu. Njena majka Rita igrala je njenog lika majke na ekranu. Latifah se pojavila u hitu iz 1996., "Set It Off", te imala sporednu ulogu u filmu Holly Hunter "Living Out Loud" (1998). Igrala je ulogu Thelme u filmu "The Bone Collector" iz 1999., uz Denzela Washingtona i Angelinu Jolie. Također je imala vlastiti talk show, "The Queen Latifah Show", od 1999. do 2001., te ga obnovila 2013. Dana 6. siječnja 2014., "The Queen Latifah Show" je obnovljen za drugu sezonu. Međutim, 21. studenog 2014., Sony Pictures Television je otkazao Latifahinu emisiju zbog opadajućih ocjena. Produkcija serije je zatvorena i počela je 18. prosinca 2014., s emitiranjem novih epizoda sve do 6. ožujka 2015.

### 2002.–danas: Glavni uspjesi
Iako je Latifah ranije dobila neke kritike, postigla je glavni uspjeh nakon što je ulogom Matron "Mama" Morton u filmu "Chicago", glazbenom filmu koji je osvojio Oscara za najbolji film. Latifah je sama bila nominirana za Oscara za najbolju sporednu glumicu za tu ulogu, ali je izgubila od suigračice Catherine Zeta-Jones.Latifah je jedna od pet hip-hop/R&B umjetnika koji su dobili nominaciju za Oscara u kategoriji glume. Ostali su Will Smith (najbolji glumac, "Ali", 2001. i "The Pursuit of Happyness", 2006.), Jennifer Hudson (najbolja sporedna glumica, "Dreamgirls", 2007.), Jamie Foxx (najbolji glumac, "Ray", i najbolji sporedni glumac, "Collateral", oba iz 2004., također je osvojio prvu nagradu) i Mary J. Blige (najbolja sporedna glumica, "Mudbound", 2017.).
Godine 2003., glumila je sa Steveom Martinom u filmu "Bringing Down the House", koji je postigao velik uspjeh na blagajni.[9] Također je snimila pjesmu "Do Your Thing" za glazbenu podlogu filma. Od tada je imala vodeće i sporedne uloge u nizu filmova koji su dobili različite kritičke i financijske reakcije, uključujući filmove kao što su "Scary Movie 3", "Barbershop 2: Back in Business", "Taxi", "Kung Faux", "Beauty Shop" i "Hairspray". Početkom 2006. godine, Latifah se pojavila u romantičnoj komediji/drami pod nazivom "Last Holiday". Filmski kritičar Richard Roeper je izjavio da je "ovo Queen Latifah izvedba koju sam čekao otkad je postala filmska glumica". Također 2006. godine, Latifah je posudila glas liku Ellie, prijateljskom mamutu, u animiranom filmu "Ledeno doba: Otapanje" (njen prvi glasovni nastup u animiranom filmu) i pojavila se u drami "Stranger Than Fiction".
Ljeto 2007. donijelo je Latifah trostruki uspjeh u filmskoj verziji Broadway uspješnice "Hairspray", u kojem je glumila, pjevala i plesala. Film je dobio visoke ocjene kritičara. Glumili su, između ostalih, John Travolta, Michelle Pfeiffer, Allison Janney, James Marsden, Christopher Walken i Zac Efron. Također 2007. godine, glumila je HIV-pozitivnu ženu u filmu "Life Support", ulogu za koju je dobila svoju prvu Zlatni globus, Screen Actors Guild nagradu i nominaciju za Emmy. Za svoj rad, Queen Latifah je dobila zvijezdu na Hollywoodskoj stazi slavnih 4. siječnja 2006., smještenu na adresi 6915 Hollywood Blvd.
Queen Latifah je producirala film "The Perfect Holiday" iz 2007. Osim što je producirala film, Latifah je glumila uz Terrencea Howarda, Morrisa Chestnuta, Gabrielu Union, Charlesa Q. Murphyja, Jill Marie Jones i Faizona Lovea. Godine 2008., Latifah se pojavila u kriminalnoj komediji "Ludi novac" zajedno s dobitnicom Oscara, Diane Keaton, kao i Katie Holmes i Ted Danson. Pojavila se u emisiji "Saturday Night Live" 4. listopada 2008., kao moderator Gwen Ifill u humorističkom skeču koji prikazuje potpredsjednički debat između tadašnjeg senatora Joea Bidena i tadašnje guvernerke Sarah Palin, te glumila u filmu "The Secret Life of Bees". Godine 2009., Latifah je bila prezenterka na 81. dodjeli Oscara, predstavljajući segment koji je odavao počast filmskim profesionalcima koji su preminuli tijekom 2008. i izvodeći pjesmu "I'll Be Seeing You" tijekom montaže. Latifah je govorila na komemoraciji Michaela Jacksona u Los Angelesu. Također je vodila dodjelu nagrada People's Choice Awards 2010. Latifah je otpjevala "America the Beautiful" na Super Bowlu XLIV u Miamiju, Floridi, 7. veljače 2010., zajedno s Carrie Underwood. Latifah je vodila dodjelu BET nagrada 2010. 27. lipnja 2010. Glumila je zajedno s Dolly Parton u filmu "Joyful Noise" (2012). U lipnju 2011., Latifah je primila počasni doktorski naslov Humane Letters od Delaware State University u Doveru, Delaware. Dana 16. rujna 2013., Latifah je premijerno predstavila vlastitu sindiciranu dnevnu televizijsku emisiju pod nazivom "The Queen Latifah Show". Dana 26. siječnja 2014., Latifah je službeno udala 33 para, istospolnih i suprotnog spola, tijekom izvedbe pjesme "Same Love" izvođača Macklemorea na 56. dodjeli nagrada Grammy. Godine 2015., Latifah je dobila nominaciju za nagradu Emmy za najbolju glumicu za svoju vodeću ulogu kao Bessie Smith u filmu "Bessie", HBO filmu koji je ukupno dobio 12 nominacija za Emmy nagrade.
Dana 26. travnja 2017., MTV je najavio da će Latifah biti izvršna producentica treće sezone televizijske serije slasher žanra "Scream". Serija će doživjeti preobrazbu s novom glumačkom postavom, a Brett Matthews će biti izvršni producent i showrunner. Također će Matthews, Shakim Compere i Yaneley Arty biti navedeni kao izvršni producenti serije pod nazivom Flavor Unit Entertainment. Dana 24. lipnja 2019. potvrđeno je da će treća sezona biti premijerno prikazana tijekom tri noći na VH1, počevši od 8. srpnja 2019. Treća sezona pod nazivom "Scream: Resurrection" premijerno je prikazana 8. srpnja 2019.
Latifah je glumila morsku vješticu Ursulu u predstavi "The Little Mermaid Live!". Iako predstava sama po sebi nije bila dobro primljena, kritičari su široko pohvalili Latifahinu izvedbu,pri čemu The Hollywood Reporter naziva njezin nastup "najboljim trenutkom večeri".
CBS je najavio novu aktivnu TV seriju "The Equalizer", reboot detektivske serije istog imena iz 1980-ih, s Latifah u glavnoj ulozi (preimenovana u Robyn za njenu verziju). 

## Osobni život
Odrasla u East Orangeu, New Jersey, Latifah je živjela u Colts Necku, New Jersey; Rumson, New Jersey i Beverly Hillsu, Kalifornija.
Latifahin stariji brat, Lancelot Jr., poginuo je 1992. u nesreći koja je uključivala motocikl koji je Latifah kupila za njega. U intervjuu iz 2006. godine, Latifah je otkrila da još uvijek nosi ključ od motocikla oko vrata, vidljivo tijekom njenog nastupa u sitcomu "Living Single". 1995. godine, Latifah je postala žrtvom krađe automobila, što je rezultiralo i ranjavanjem njenog dečka, Seana Moona.
Godine 1996., uhićena je i optužena za posjedovanje marihuane i posjedovanje napunjene pištolja. Godine 2002., uhićena je zbog vožnje pod utjecajem alkohola u okrugu Los Angeles. Nakon što je osuđena, stavljena je pod trogodišnju probaciju.
Dana 21. ožujka 2018., njena majka, glumica Rita Owens, preminula je zbog srčanog zastoja, problema s kojim se borila od 2004. godine.
Latifah je dugo odbijala komentirati špekulacije o svojoj seksualnosti i osobnom životu, rekavši za The New York Times 2008. godine da "ne osjeća potrebu dijeliti svoj osobni život i ne brine je li ljudima važno misle li da je homoseksualka ili ne". Na dodjeli nagrada BET Awards 2021., tijekom svog govora pri preuzimanju Nagrade za životno djelo, javno je priznala svoju partnericu Eboni Nichols i sina Rebela prvi put, završivši govor riječima "sretan Pride!"

## Naslijeđe

### Glazba
Često citirana kao jedna od najboljih ženskih reperica, Queen Latifah postigla je revolucionarni uspjeh krajem 1980-ih i početkom 1990-ih, postajući ono što je Pitchfork nazvao "najprepoznatljivijom ženskom repericom" zlatne ere hip hopa. Steve Huey, pisac za AllMusic, izjavio je da Latifah nije "svakako bila prva ženska reperica, ali je prva postala prava zvijezda." U knjizi "Notable Black American Women", Jessie Carney Smith je nazvala Latifah "prvom feministkinjom repa" i "jednom od rijetkih žena koje su ostavile trag u muškom dominiranom polju rap glazbe". Variety ju je nazvao "jednim od glavnih prethodnika za žene u modernom hip-hopu", a The Guardian ju je nazvao "pionirkom ženskog rapa".
Tijekom svoje karijere, nekoliko medijskih publikacija ju je nazvalo "Kraljicom Rapa", uključujući New York magazin (1990.) prema urednici Dinitii Smith, kao i "Kraljicom Hip Hopa". Latifah je postala prva solo ženska reperica koja je dobila RIAA certifikaciju za album (Black Reign), komercijalni proboj koji je urednik AllMusic-a smatrao da je stvorio put za "talentiranu ekipu ženskih reperica da se probiju na top ljestvicama kako je devedesetih godina napredovalo". Njen proboj također je pomogao staviti New Jersey na kartu hip hopa. 1998. godine nastupila je na Super Bowlu XXXII u poluvremenu, postavši tako prva reperica koja je to učinila.
Prema časopisu African American Review, njen afrocentrični feministički glazbeni video "Ladies First" predstavljao je "televizijski trenutak" i poremetio kontinuitet seksizma i rasizma koji su dominirali glazbenim videozapisima tog vremena. Pjesma se nalazila na popisu "500 pjesama koje su oblikovale rock and roll" Rock and Roll Hall of Fame-a, i bila je jedan od prvih tekstova koji se bavio opadajućim standardima muško-ženskih odnosa u zajedničkom životu.

### Gluma
Časopis Vibe primijetio ju je kao prvu žensku repericu koja je prešla na televiziju i film, kao umjetnicu koja je "rušila barijere i postavljala standarde" za crne žene u glazbi koje će doći, i proglasio ju "Prvom damom hip hopa".Za svoju izvedbu kao Matron "Mama" Morton u filmu Chicago, Latifah je dobila nominaciju za Oscara za najbolju sporednu glumicu, postavši prva žena u hip hopu koja je dobila nominaciju za Oscara.

### Kulturni utjecaj
Queen Latifah je spomenuta kao utjecaj na R&B, soul i hip-hop izvođače, kao što su Eve, Da Brat, Lil' Kim, Fugees, Jill Scott, Lauryn Hill, Missy Elliott, Remy Ma, Ivy Queen, Foxy Brown, Ms. Dynamite, Naughty by Nature, Rapsody, Megan Thee Stallion, kao i na glumce Michaela K. Williamsa, Keke Palmer, Vina Diesela,i autora Jasona Reynoldsa.
Dramski pisac Lin-Manuel Miranda je izjavio da je Latifah inspirirala portretiranje lika Angelice Schuyler u mjuziklu Hamilton. 2020. godine, urednica Voguea Janelle Okwodu smatrala ju je modnom ikonom koja je "pomogla pokrenuti razgovor o slici tijela koji traje i danas", pridajući joj zasluge među prvima koji su pionirali "klimu inkluzivnosti veličine i muza svih oblika".

## Diskografija

#### Studijski albumi
- All Hail the Queen (1989)
- Nature of a Sista' (1991)
- Black Reign (1993)
- Order in the Court (1998)
- The Dana Owens Album (2004)
- Trav'lin' Light (2007)
- Persona (2009)

## Turneje
Latifah, Jill Scott i Erykah Badu udružile su se kako bi stvorile i vlasnički upravljale pravima za turneju Sugar Water Festival Tour, LLC. Sva tri pjevača zajedno su turnejuvala, a 2005. su kao gostujuće izvođače pozvale glazbeni dvojac Floetry, a 2006. pjevačicu Kelis kao predgrupe. Komičarka/glumica Mo'Nique bila je domaćin turneje Sugar Water Tour 2006.
- Sugar Water Festival Tour (2005. – 06.)
- Travlin' Light Tour (2007)

## Vanjske poveznice
Queen Latifah at IMDb